# ديفيد سميث (لاعب كريكت)
ديفيد سميث (28 أبريل 1962 في المملكة المتحدة - )  (بالإنجليزية: David Smith)‏ هو لاعب كريكت بريطاني. لعب مع نادي مقاطعة ساسكس للكركيت ‏.